# Marcela Osorio
Marcela Osorio Méndez (Valparaíso; 11 de mayo de 1964) es una actriz chilena de cine y televisión. Marcela se transformó en una actriz solicitada para ejecutar papeles que a principios de los años 90 no todas aceptaban. En sus primeras películas, Ardiente paciencia y Sussi, da muestras de su gran capacidad actoral, dando a sus personajes no solo belleza y sensualidad, también entrega ternura, ingenuidad e inteligencia. A pesar de su éxito inicial en el cine, sus apariciones en televisión han sido papeles donde generalmente se explota principalmente su sensualidad.
Además de su carrera cinematográfica, Marcela Osorio ha participado en algunos episodios de El Cuento del tío y Los Venegas en TVN, y en Infieles, mediometraje de Chilevisión. También participó como jurado en el programa de Chilevisión "¿Cuánto vale el show?" en la temporada de 1994; en el programa Siempre contigo (2003-2004) y en el ciclo Viva el teatro (2005) ambos  de MEGA.

## Biografía
Marcela Osorio nació en la ciudad de Valparaíso, en la provincia homónima, Chile. A los doce años, por motivos políticos, la familia se trasladó a Barcelona, España. Cuatro años después se mudaría a vivir sola a Italia.

### Beatriz González yArdiente paciencia
En Italia, sin estudios de actuación, debutó en teatro a los diecisiete años, logrando algunas escuetas participaciones, hasta que en 1983, el escritor Antonio Skármeta, la invitó a participar en la realización de su película Ardiente paciencia, en el rol protagónico de Beatriz González, la joven e ingenua muchacha seducida por un cartero, que plagiando los versos de Pablo Neruda logra ganar su amor. En esta película, Marcela da muestras de la sensualidad que caracterizará su carrera.

### Sussi
En 1986, decide regresar a Chile, donde obtiene el rol principal en la película Sussi de Gonzalo Justiniano, estrenada en 1987. Sussi es una muchacha de provincia que llegada a Santiago, busca empleo, pero en cada ocasión los hombres buscan aprovecharse de ella, sin embargo, un compañero de pensión, interpretado por Bastián Bodenhöfer, la conquista con sus misterios y juegos. Sussi, finalmente se transforma en símbolo de una campaña de gobierno, un estereotipo de la mujer chilena, en medio de una gira descubre que está embarazada y es obligada a abortar, en el delirio de la fiebre, alucina que su enamorado llega a rescatarla.

### La niña en la palomera
Luego de estrenada Sussi, Marcela Osorio obtiene un rol secundario en la telenovela Mi nombre es Lara de TVN, en el papel de Lupita, trasmitida en 1987. 
También actúa en la película de Felipe Vilches El país de octubre (1990).
En 1991, nuevamente en el rol protagónico, actúa en La niña en la palomera, bajo la dirección de Alfredo Rates, basado en el libro de Fernando Cuadra, quien participó en el guion. En el papel de Anita, una quinceañera que sueña con los actores de Hollywood. La caprichosa niña es seducida por Manuel, un hombre mayor, cuya esposa se la pasa en el hospital por un complicado embarazo. Este decide ocultar a Anita en una palomera de su casa, y le satisface todos sus caprichos, mientras los vecinos la buscan por todos lados. En este enrarecido ambiente, la tragedia no tarda en llegar.

### Ciénaga
En 1993, vuelve al cine en una coproducción hispano-chilena, Ciénaga. La historia se traslada al sur de Chile, un lugar lleno de misticismo y parajes hermosos. Marcela Osorio protagoniza a una joven mujer casada con un olvidado actor mexicano, cuya época dorada había sido el cine de música ranchera de los años cincuenta. En medio de sus frustraciones y sus celos, los personajes se ven envueltos en un paranoíco desenlace. La película fue dirigida por José Ángel Bohollo, quien estuvo nominado a un Premio Goya como Mejor dirección novel.

### Amnesia
En 1994, vuelve a trabajar con Gonzalo Justiniano, en Amnesia, en el papel de Marta, una prisionera política recluida en un campo de concentración en el desértico norte de Chile. La película recibió varios premios en festivales internacionales y una excelente crítica.
Marcela se aleja del cine por un largo período, pero continúa trabajando en telenovelas y mediometrajes de televisión.

### Fiestapatria
En el 2007, vuelve a la pantalla grande con la película Fiestapatria, que recibe una excelente crítica y la hace ganadora del Premio como Mejor Actriz en el 9.º Festival iberoamericana de cine de Santa Cruz de la Sierra (Bolivia) (2007), y en la 3.ª edición de los Premio Pedro Sienna, obtiene el galardón a la Mejor interpretación protagónica Femenina 2008.
En el año 2008, participa en la película con guion de Raúl Ruiz, Secretos, bajo la dirección de Valeria Sarmiento, esposa de Ruiz.

## Actualidad
En los últimos años, Marcela Osorio se ha dedicado a la medicina alternativa oriental con especialidad en acupuntura y biomagnetismo, sin descuidar la actividad actoral, atendiendo en el Hospital de Urgencia Asistencia Pública (HUAP), ex Posta Central. Esta actividad comenzó luego de nacer su primera hija, y mientras se encontraba embarazada de un segundo hijo. 

## Filmografía

### Cine
| Películas | Películas              | Películas        | Películas          |
| Año       | Título                 | Rol              | Director           |
| --------- | ---------------------- | ---------------- | ------------------ |
| 1983      | Ardiente paciencia     | Beatriz González | Antonio Skármeta   |
| 1987      | Sussi                  | Sussi            | Gonzalo Justiniano |
| 1990      | El país de octubre     |                  | Felipe Vilches     |
| 1991      | La niña en la palomera | Anita            | Alfredo Rates      |
| 1991      | Ciénaga                | Daniela          | José Ángel Bohollo |
| 1994      | Amnesia                | Marta            | Gonzalo Justiniano |
| 2007      | Fiestapatria           | Isabel           | Luis R. Vera       |
| 2008      | Secretos               |                  | Valeria Sarmiento  |
| 2009      | El pasaporte amarillo  |                  | Raúl Ruiz          |

### Telenovelas
| Telenovela | Telenovela               | Telenovela                           | Telenovela  |
| Año        | Telenovela               | Rol                                  | Canal       |
| ---------- | ------------------------ | ------------------------------------ | ----------- |
| 1986       | La Villa                 | Macarena Méndez                      | TVN         |
| 1987       | Mi nombre es Lara        | Guadalupe Cárdenas                   | TVN         |
| 1992       | Fácil de amar            | Claudia Lillo                        | Canal 13    |
| 1993       | Marrón Glacé             | Selva Rojas                          | Canal 13    |
| 1994       | Champaña                 | Julia Ponce                          | Canal 13    |
| 1995       | El amor está de moda     | Solange Viveros                      | Canal 13    |
| 1996       | Marrón Glace, el regreso | Selva Rojas                          | Canal 13    |
| 1997       | Eclipse de luna          | Corín Casanueva                      | Canal 13    |
| 1998       | Amándote                 | María Isabel Palacios                | Canal 13    |
| 1999       | Fuera de control         | Tábata Villalobos                    | Canal 13    |
| 2000       | Sabor a ti               | Mabel Castro                         | Canal 13    |
| 2005       | EsCool                   | Ruth Estévez                         | Mega        |
| 2007       | Vivir con 10             | Myriam Fernández                     | Chilevisión |
| 2008       | Mala conducta            | Maripepa Inostroza / Mario Inostroza | Chilevisión |
| 2009       | Corazón rebelde          | Mercedes Donoso                      | Canal 13    |
| 2014       | Volver a amar            | Betsabé Tapia                        | TVN         |

### Series de televisión
| Serie de televisión | Serie de televisión     | Serie de televisión          | Serie de televisión | Serie de televisión |
| Año                 | Serie                   | Rol                          | Canal               |                     |
| ------------------- | ----------------------- | ---------------------------- | ------------------- | ------------------- |
| 1994                | Soltero a la medida     | Ana "Anita" Pereira          | Canal 13            |                     |
| 1996                | Vecinos puertas adentro | Patricia Cordero             | Canal 13            |                     |
| 2004                | Geografía del deseo     | María Pilar Villanueva       | TVN                 |                     |
| 2004                | Bienvenida realidad     | Sol Maureira                 | TVN                 |                     |
| 2004                | Los Venegas             | Isolina Yáñez                | TVN                 |                     |
| 2005                | Infieles                | Sandra (Capítulo: "La Nana") | Chilevisión         |                     |

## Programas de televisión
- Buenos días a todos (TVN, 2014) - Invitada